# 원피스: 에피소드 오브 루피 ~핸드아일랜드의 모험~
원피스 에피소드 오브 루피는 핸드 아일랜드의 모험과 루피의 인생을 다시 회상한 극장판이다.

## 등장인물
디에고핸드 아일랜드의 밀랍장인 솜씨가 대단하며 해군에 들어간 아들 헤지스를 만나고 싶어 한다 종종 허리를 삔다
헤지스디에고의 아들,자신도 핸드 아일랜드를 지키고 싶다며 해군에 들어간다
비릿치 준장해군 기지의 책임자 핸드 아일랜드의 주민들을 위협한다 욕심 많고 악독한 인물
기타몇몇 단역해군들과 밀랍인형 모델들

## 한국어 더빙 제작진

### 목소리 출연
- 강수진 - 루피 役
- 정미숙 - 나미 / 꼬마 루피 役
- 김승준 - 조로 / 해설 役
- 김소형 - 우솝 / 골드 로저 役
- 박성태 - 상디 / 히그마 役
- 소연 - 로빈 役
- 이주창 - 프랑키 役
- 이인성 - 브룩 役
- 김현지 - 쵸파 / 꼬마 헤지스 役
- 홍시호 - 샹크스 役
- 김영은 - 코비 / 꼬마 코비 役
- 김국진 - 헤르메포 / 야솝 役
- 유해무 - 디에고 役
- 김기흥 - 헤지스 / 럭키 루 / 촌장 役
- 안장혁 - 비리치 役
- 이호산 - 헤비치 / 벤베크맨 役
- 정혜원 - 마키 / 알비다 役

### 우리말 제작
- 녹음&믹싱: 박지혜, 최옥순
- 종합편집: 고재식, 김지선
- 번역: 정은
- 연출: 심정희